# لا پارییا

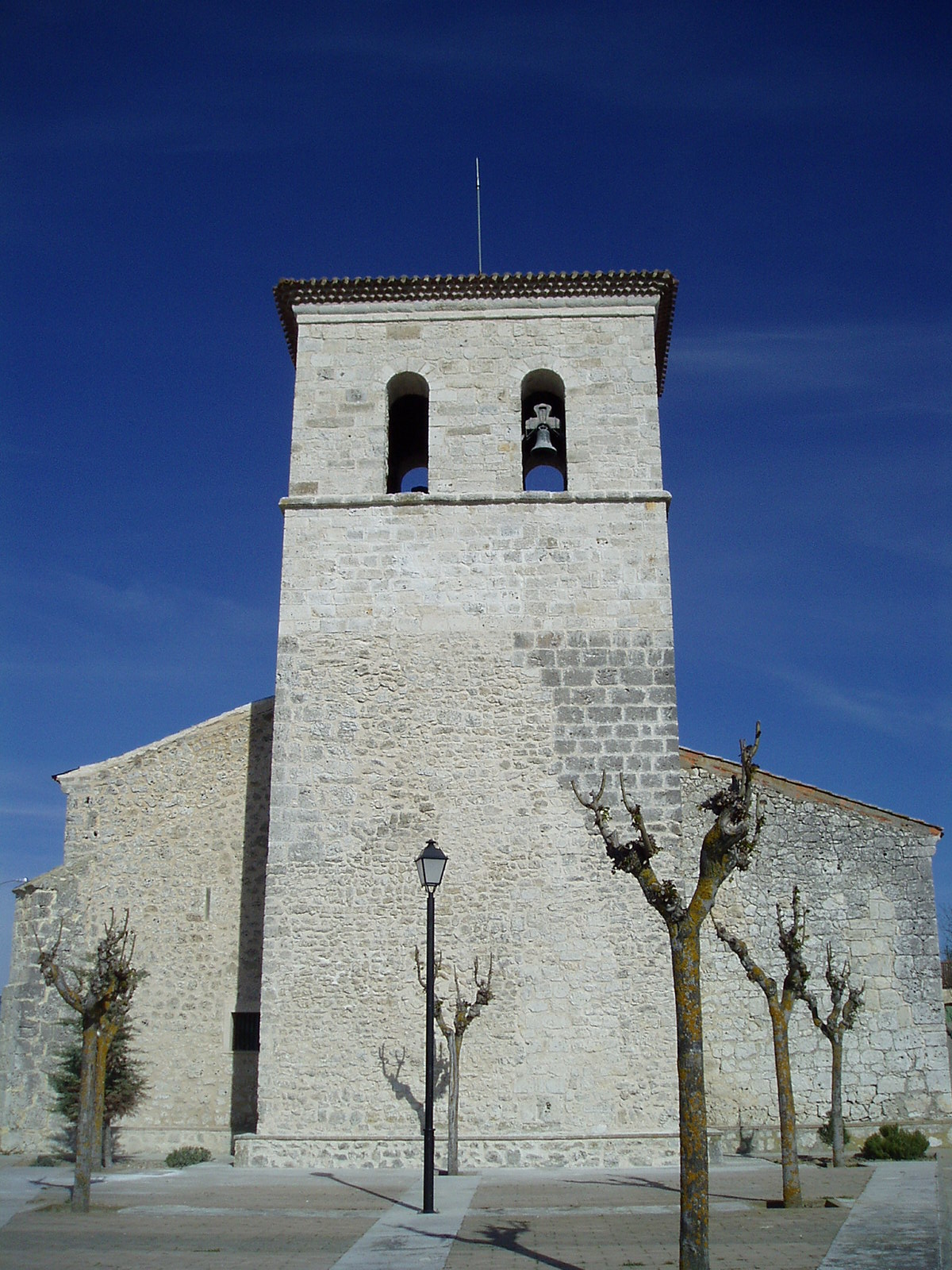
تمدن اسلامی در قلب اروپا،اسپانیا...

لا پارییا (به اسپانیایی: La Parrilla) یک شهرستان در اسپانیا است که در استان وایادولید واقع شده‌است.